# Lekker westers
Lekker westers is een Nederlandstalige single van de Belgische band Arbeid Adelt! uit 1983.
De  B-kant van de single was het liedje In het gemeentehuis.
Het gelijknamige nummer Lekker westers verscheen op het album Le chagrin en quatre-vingts uit 1983.

## Meewerkende artiesten
- Muzikanten
  - Jan Vanroelen (gitaar, keyboard)
  - Luc Van Acker (gitaar)
  - Marcel Vanthilt (keyboards, zang)